# Madrassa Ayatollah Haqchenas
La madrassa Ayatollah Haqchenas (en persan : مدرسه علمیه آیت‌الله حق‌شناس) ou madrassa du philosophe al-Doula-Amin al-Doula est une école de Téhéran, capitale de l'Iran  construite pendant la période Qajar par le philosophe Mirza Kazem-Bek située à côté de l'imamzadeh Ismaïl, à Téhéran, rue Shahid Mustafa Komeini  
. La madrassa a reçu le nom de Abdul Karim Haghshenas (en).
L'immeuble de la madrassa est inscrit dans la liste des monuments nationaux d'Iran, sous le n° 1910 depuis 1979.

## Galerie

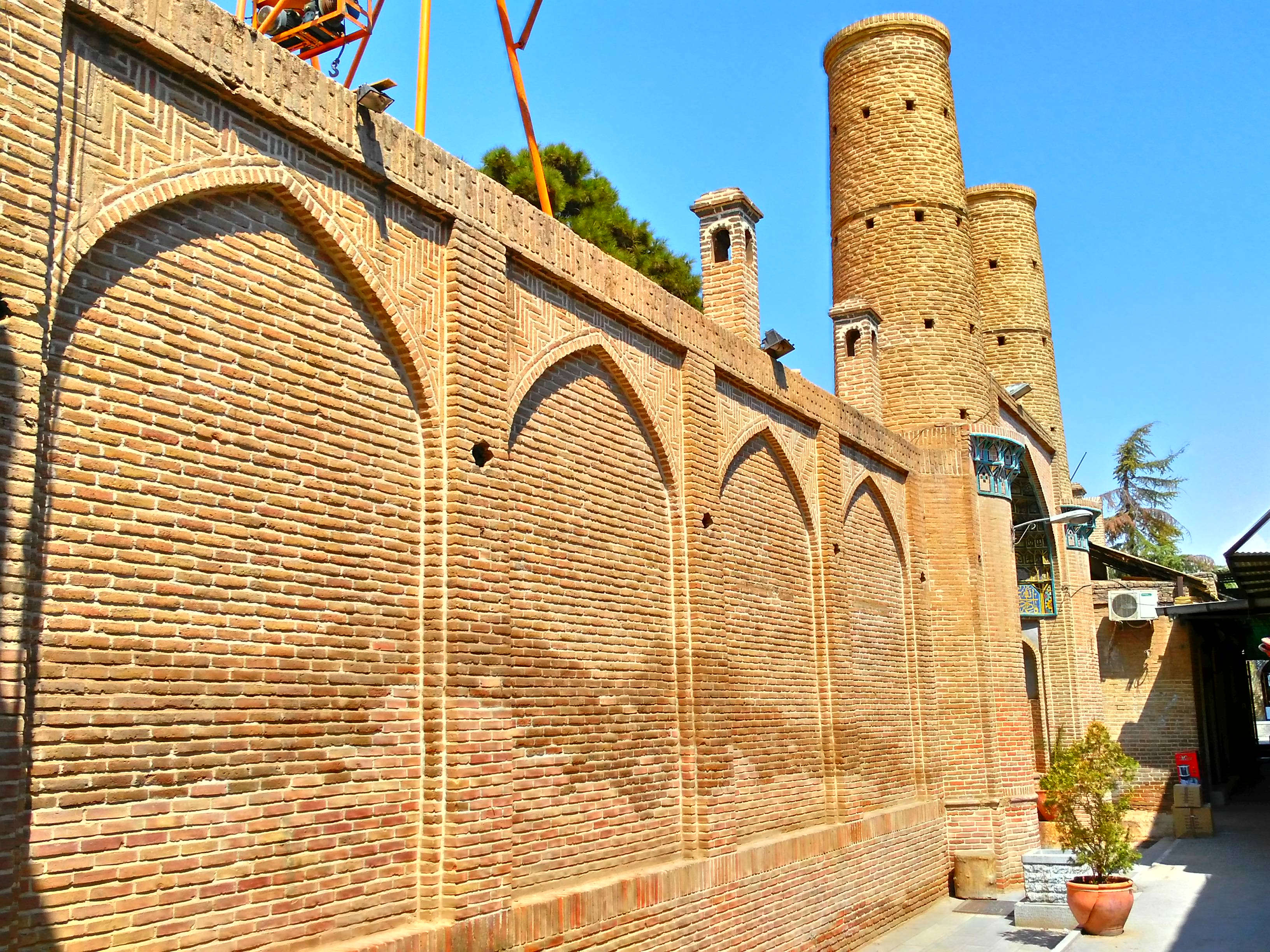
Extérieur de l'école d'Haqchenas
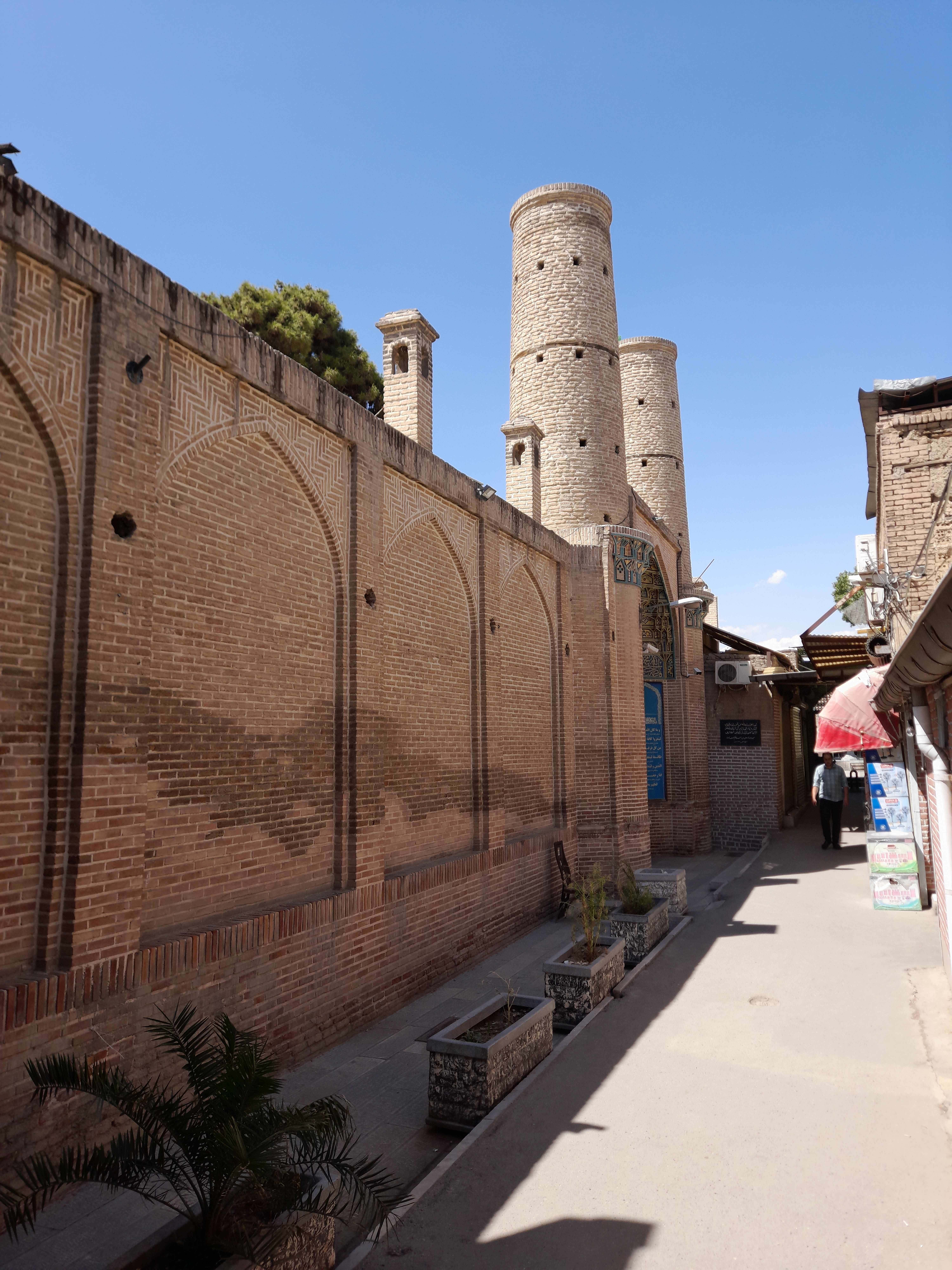
L'école d'Haqchenas, près de l'imamzadeh Sayed Ismail (Téhéran).